# Marie-Louise Kergourlay
Marie-Louise Kergourlay, née le 7 novembre 1921 à Moustéru (France) et morte le 6 octobre 2018 au Theil-de-Bretagne, est une résistante pendant la Seconde Guerre mondiale et militante communiste française.

## Biographie
Marie-Louise Kergourlay naît le 7 novembre 1921 à Moustéru dans les Côtes-du-Nord (Côtes-d'Armor). Elle est la fille d'un cheminot de Guingamp.

### Résistance
Pendant la Seconde Guerre mondiale, elle est révoltée par la défaite de mai 1940 et par l'Occupation allemande. En août 1941, elle est contactée pour rejoindre les rangs de la Résistance,. Elle demande un temps de réflexion, puis commence à distribuer des tracts. 
Elle s'engage plus complètement début 1942, en entrant dans le Front patriotique de la jeunesse,. Ce réseau de résistance est organisé par groupes de trois, en « triangles », par mesure de sécurité ; elle fait équipe avec Yves Ollivier et Lucien Trovel. Elle contribue d'abord à distribuer les tracts ou saboter les voitures allemandes. À partir de la fin 1942, ils cachent les réfractaires au STO, leur donnent de faux papiers et les aident à rejoindre le maquis. Ils rassemblent aussi des armes et les cachent jusqu'à ce que des maquisards viennent s'approvisionner.
Mais en août 1943 Marie-Louise Kergourlay manque de peu d'être arrêtée, elle est prévenue par des cheminots que des Allemands l'attendent à la gare où elle voulait prendre le train, et elle ne peut retourner à son domicile qui est investi par la police. Il s'agit d'un coup de filet organisé dans l'Ouest par la police, un cadre communiste ayant trahi. 
Elle quitte d'urgence la Bretagne, avec des faux papiers, pour la région parisienne. Elle y rejoint les Francs-tireurs et partisans, et mène des actions dans les départements de la Seine, de la Seine-et-Oise et de la Seine-et-Marne.

### Arrestation
Lors d'un contrôle d'identité dans le métro le 21 février 1944, Marie-Louise Kergourlay est arrêtée en possession de trois cartes d'identité, une pour chaque département où elle agit. Elle doit subir alors huit jours d'interrogatoires musclés et est même torturée. Elle réussit cependant à ne pas parler et ne livre aucun renseignement. C'est en très mauvais état qu'elle est transférée à la prison de le Roquette. Elle échappe au sort tragique de ceux qui partent le 10 août 1944 par le dernier convoi vers les camps de la mort. Libérée par les FFI le 17 août, elle rejoint l'état-major du colonel Fabien, comme agent de liaison. 

### Après-Guerre
Après la Libération, elle retourne en Bretagne en 1945. Elle est nommée membre du bureau de l'Union de la jeunesse républicaine de France (Jeunesse communiste) à sa création en 1945.
Elle est membre du secrétariat fédéral du PCF, et est l'une des trois membres permanents du PCF dans les Côtes-du-Nord, jusqu'à ce que la diminution des effectifs du parti contraigne à restreindre le nombre de permanents. Elle devient intendante du collège de Rhuys, à Sarzeau, jusqu'en 1982.
À partir des années 2000, elle s'investit dans les associations d'anciens combattants et témoigne auprès des jeunes, les accompagnant dans le Concours national de la résistance et de la déportation. Elle préside l'association départementale de la Fédération nationale des déportés et internés résistants et patriotes (FNDIRP). Elle est nommée chevalier de la Légion d'honneur en 2015.
Elle meurt au Theil-de-Bretagne le 6 octobre 2018,.

## Distinctions
- Chevalier de la Légion d'honneur (2015)[1]
- Médaille de la Résistance française (décret du 31 mars 1947)[8]